# Grenze zwischen Polen und Russland

Polnisch-russische Grenze

Übersichtskarte des Kaliningrader Gebiets

Die heute gültige polnisch-russische Grenze ist eine fast geradlinig verlaufende, etwa 232 Kilometer lange Trennung zwischen der Republik Polen (Mitglied der EU, NATO) und der Oblast Kaliningrad in der Russischen Föderation (Mitglied der GUS, OVKS). Das Kaliningrader Gebiet ist eine Exklave, d. h. ein Gebiet, das nicht mit dem übrigen Russland verbunden ist.
Der aktuelle Verlauf wurde in Folge des Zweiten Weltkriegs festgelegt. Im Jahr 2004 wurde diese Grenze zur Außengrenze der Europäischen Union, des Schengen-Gebietes und der NATO zur Gemeinschaft Unabhängiger Staaten.
Im Jahr 2024 begann Polen mit dem Bau von Ostschild eine Reihe von Grenzverstärkungen, die im Kriegsfall eine Invasion Russlands behindern sollen.

## Geschichte
Die Änderungen der Grenze zwischen Polen und Russland lassen sich bis in die frühe Geschichte beider Nationen zurückverfolgen. Eines der frühesten Ereignisse war das Eingreifen des polnischen Königs Bolesław I. in den Kiewer Erbfolgekrieg im Jahr 1018. Nach der Gründung der Königlichen Republik Polen-Litauen erstreckte sich die polnische Ostgrenze, die zum größten Teil mit dem Moskauer Zarenreich (später Russisches Kaiserreich) identisch war, von der Ostsee im Norden bis zum Schwarzen Meer im Süden. In der Zeit der ersten Teilung Polens (1772, 1793 und 1795), die die russischen Grenzen um 480 km nach Westen verlagerte, teilten sich mehrere kleine polnische Staaten wie das Herzogtum Warschau und Kongresspolen eine Grenze mit dem Russischen Reich.

### Nach dem Ersten Weltkrieg
Nach dem Ersten Weltkrieg teilte die neue Zweite Polnische Republik eine Grenze mit der Sowjetunion, die während des Polnisch-Sowjetischen Krieges geformt und im Friedensvertrag von Riga an der Linie Dsisna–Dokschyzy–Słucz–Korez–Ostroh–Sbrutsch bestätigt wurde. Diese Grenze war 1407 Kilometer lang.

### Nach dem Zweiten Weltkrieg
Nach dem Potsdamer Abkommen wurde Ostpreußen vorbehaltlich einer endgültigen Friedensregelung (→ Zwei-plus-Vier-Vertrag 1990) zwischen der Volksrepublik Polen und der Sowjetunion aufgeteilt. Das nördliche Gebiet um Königsberg wurde daraufhin von der Russischen SFSR übernommen, obwohl eine Angliederung an die Litauische SSR sinnvoller gewesen wäre. Die einheimische ostpreußische Bevölkerung wurde fast komplett vertrieben, sofern sie nicht bereits durch andere Kriegsereignisse und -folgen umgekommen war. Deren Land wurde überwiegend mit Sowjetbürgern besiedelt. Der polnische Anteil an Ostpreußen wurde auf die neu gegründeten Woiwodschaften Danzig, Olsztyn und Suwałki aufgeteilt. Hier wurden in erster Linie Polen aus Zentralpolen und im Rahmen der Aktion Weichsel aus Südostpolen vertriebene Ukrainer angesiedelt. Die Orte, sofern sie nicht aufgelöst oder zu größeren Einheiten zusammengefasst wurden, bekamen fast ausschließlich andere Namen.
17 Rayons im Gebiet von Białystok sowie 3 Rayons im Umkreis von Brest, die ursprünglich der Weißrussischen Sozialistischen Sowjetrepublik (BSSR) zugeschlagen werden sollten, wurden Polen zugewiesen.
Die neue polnisch-sowjetische Grenze war zunächst 1321 Kilometer lang und unterlag einer geringfügigen Änderung, den polnisch-sowjetischen Gebietsaustausch von 1951, der die Grenzlänge auf 1244 Kilometer reduzierte. Durch die sehr willkürliche Grenzziehung wurde die Infrastruktur massiv gestört. Traditionelle Wohngebiete und die regionale Versorgungslogistik wurden zerrissen. Da aber die Nachbarschaft der Deutschen ohnehin nicht mehr existierte und zudem das unmittelbare Grenzgebiet in großen Teilen unbesiedelt blieb, wurden die Folgen nur bei der Unterbrechung von überregionalen Verkehrswegen spürbar.

## Aktuelle Grenze
Die heute gültige Grenze zwischen Polen und Russland wird durch eine Reihe von Rechtsdokumenten geregelt, von denen viele aus der Zeit der Volksrepublik Polen und der Sowjetunion stammen, einschließlich des Grenzabkommens zwischen Polen und der UdSSR vom 16. August 1945. Während die tatsächliche Grenzlinie nach dem Fall der Sowjetunion unverändert blieb, verwandelte der Zerfall der Sowjetunion in eine Reihe postsowjetischer Staaten die polnisch-sowjetische Grenze in eine polnisch-russische, polnisch-litauische, polnisch-belarussische und polnisch-ukrainische Grenze. Die polnisch-russischen Grenzen wurden im polnisch-russischen Vertrag von 1992 bestätigt und 1993 ratifiziert.
Die polnisch-russische Grenze ist die zwischen Polen und der Oblast Kaliningrad Russlands. Das Gebiet hat als Exklave keine inländische Landverbindung zum Rest Russlands. Die Grenze ist 232,04 km lang, einschließlich des 22,21 km langen Anteils in der Ostsee, der die Hoheitsgebiete abgrenzt. Der größte Anteil befindet sich in der Woiwodschaft Ermland-Masuren. Der äußerste Osten befindet sich in der Woiwodschaft Podlachien und der westlichste Abschnitt (an der Weichsel-Nehrung) in der Woiwodschaft Pommern.
Die offizielle Festlegung der Grenze wurde am 5. März 1957 mit folgenden Worten beschlossen:

Die Vertragsparteien bestätigen, dass die bestehende Staatsgrenze zwischen der Union der Sozialistischen Sowjetrepubliken und der Volksrepublik Polen im Ostseegebiet, wie sie auf der Berliner Konferenz von 1945 festgelegt wurde, von der Grenzmarke Nr. 1987 abläuft, die an der Kreuzung der Ostsee errichtet wurde, die Grenzen der Russischen Sozialistischen Föderativen Sowjetrepublik (Kaliningrad Region), der Litauischen Sozialistischen Sowjetrepublik und der Polnischen Volksrepublik bei der Abgrenzung der sowjetisch-polnischen Staatsgrenze in den Jahren 1946–1947 in allgemeiner westlicher Richtung, 0,5 Kilometer nördlich der bewohnten Ortschaft Żytkiejmy, 4 km nördlich der bewohnten Ortschaft Gołdap, 0,5 km südlich der bewohnten Ortschaft Krylovo, 3 km südlich der bewohnten Ortschaft Schelesnodoroschny, 2 km südlich der bewohnten Ortschaft Bagrationowsk, 4 km südlich der bewohnten Ortschaft Mamonowo, 7 Kilometer nördlich der bewohnten Ortschaft Braniewo (ehemals Braunsberg) und von dort über das Frische Haff und die Frische Nehrung bis zu einem Punkt am Westufer dieser Nehrung 3 Kilometer nordöstlich der bewohnten Ortschaft Nowa Karczma (die Entfernungen zwischen den bewohnten Orten und der Grenze sind annähernd).
Als Polen im Jahr 2004 der Europäischen Union beitrat, wurde diese Grenze zu einer Außengrenze der EU mit einem Nicht-EU-Land. Es ist eine der fünf Grenzen, die Russland mit der EU teilt.

2008 gab es drei zugelassene Straßen-Grenzübergänge zu Polen und drei Bahn-Grenzübergänge (siehe Tabelle). Am 24. November 2010 wurde zwischen Grzechotki und Mamonovo der größte Straßenübergang eröffnet. Weitere Übergänge wurden ausgebaut (Perły-Krylovo, Piaski-Baltiysk, Rapa-Ozyorsk), da die EU-Standards von Polen verlangten, mindestens sieben Passagen an dieser Grenze zu betreiben.

## Grenzgebiet

### Kleiner Grenzverkehr
Da das Gebiet Kaliningrad klein, homogen und eine Exklave innerhalb der Europäischen Union ist, wurde für das gesamte Gebiet im Jahr 2011 der Status eines Grenzgebiets verhandelt, das den Bestimmungen des Kleinen Grenzverkehrs unterlag. Der Vertrag zwischen der Republik Polen und der Russischen Föderation, der im Juli 2012 in Kraft trat, erlaubte den Einwohnern ausgewählter, grenznaher Kreise der Woiwodschaften Ermland-Masuren und Pommern sowie den Einwohnern der gesamten russischen Oblast Kaliningrad, ohne Visum in diejenigen Zonen im Nachbarstaat zu reisen, die vom Vertrag erfasst werden. Ausreichend war ein Eintrag im Pass (als fälschungsgesicherter Aufkleber), der den Einwohnern der Gebiete problemlos ausgestellt wurde. Der Grenzverkehr entwickelte sich lebhaft. Im ersten Quartal 2012 gab es an der polnisch-russischen Grenze den lebhaftesten Verkehr an Grenzen, die Polen mit den Nicht-EU-Ländern teilt (verglichen mit der Grenze zur Ukraine und zu Belarus). In diesem Zeitraum waren die Mehrzahl der Grenzüberschreitungen spontane Tagesaufenthalte, um im Nachbarland einzukaufen. Es waren 45 % der Ausländer, die nach Polen einreisten und 87 % Polen, die nach Russland einreisten. 22 % Ausländer und 7 % Polen überquerten Grenzen zum Zweck des Tourismus und des Transits. Ab 2013 wurde die Einrichtung zusätzlicher Grenzübertrittspunkte in Betracht gezogen.
In Folge des russischen Kriegs in der Ostukraine und der russischen Annexion der Krim im März 2014 kam es ab 2014 durch schärfere Kontrollen auf Waren, die unter Embargos fallen und durch ein erhöhtes Sicherheitsbedürfnis zu deutlichen Störungen des kleinen Grenzverkehrs. Sanktionen, Restriktionen und politische Bedenken behinderten den Grenzverkehr. 2016 hat Polen den kleinen Grenzverkehr ausgesetzt. Für die Einreise ist ein reguläres Visum erforderlich, das schwieriger zu beschaffen, kostenpflichtig und begrenzt gültig ist. Somit wurde die Reisefreiheit auf privilegierte Bürger eingeschränkt.

### Russischer Überfall auf die Ukraine
Seit September 2022 hat Polen einen Einreisestopp für russische Bürger verhängt. Als Reaktion auf den russischen Überfall auf die Ukraine hat Estland die Einreise für Russen mit Schengen-Visum weiter beschränkt. Seit 19. September 2022 dürfen russische Staatsbürger mit einem Schengen-Visum für touristische Aufenthalte, Geschäftsreisen, Sport- und Kulturveranstaltungen hier nicht mehr einreisen – unabhängig davon, von welchem Mitgliedsland das Visum ausgestellt wurde. Am 2. November 2022 kündigte der polnische Verteidigungsminister Mariusz Błaszczak den Bau einer Sperre entlang der Grenze zur russischen Exklave Kaliningrad an um illegale Migration zu verhindern.
Die polnische Regierung (Kabinett Morawiecki III) verbot am 16. September 2023 die Einreise von Fahrzeugen, die in Russland zugelassen sind.
Im Jahr 2024 begann Polen mit dem Bau von Ostschild eine Reihe von Grenzverstärkungen, die im Kriegsfall eine Invasion Russlands behindern sollen. Auch gingen polnische Politiker vor dem Bau von Ostschild davon aus, dass Russland im Rahmen seines hybriden Krieges gegen Europa die Grenze zu Polen nutzen könnte, um afrikanische und asiatische Einwanderer illegal nach Europa zu bringen, wie Belarus dies bereits versucht hatte.
| Pommern | Ermland-Masuren | Bereiche des kleinen Grenzverkehrs |
| --- | --- | ---------------------------------- |
| - Powiat Pucki (deutsch Landkreis Putzig) - Gdynia (Gdingen) - Sopot (Zoppot) - Gdańsk (Danzig) Stadt und Landkreis - Nowy Dwór Gdański (Landkreis Tiegenhof) - Powiat Malborski (Landkreis Marienburg) | - Elbląg Stadt und Landkreis - Powiat Braniewski (deutsch Landkreis Braunsberg) - Powiat Lidzbarski (Landkreis Heilsberg) - Powiat Bartoszycki (Landkreis Bartenstein) - Olsztyn (Allenstein) Stadt und Landkreis - Powiat Kętrzyński (Landkreis Rastenburg) - Powiat Mrągowski (Landkreis Sensburg) - Powiat Węgorzewski (Landkreis Angerburg) - Powiat Giżycki (Landkreis Lötzen) - Powiat Gołdapski (Landkreis Goldap) - Powiat Olecki (Landkreis bis 1928 Marggrabowa – umgangssprachlich auch Oletzko –, 1928–45 Treuburg) |                                    |
| Siehe auch : Kleiner Grenzverkehr zwischen Polen und Russland | |                                    |

### Grenzverlauf
| Polen Ermland-Masuren | Polen Ermland-Masuren                                   | ⇄                                                       | Russland Oblast Kaliningrad                             | Russland Oblast Kaliningrad                                                                               | Position                         |
| --- | ------------------------------------------------------- | ------------------------------------------------------- | ------------------------------------------------------- | --- | -------------------------------- |
| Seegrenze der Hoheitsgebiete | Seegrenze der Hoheitsgebiete                            | Seegrenze der Hoheitsgebiete                            | Seegrenze der Hoheitsgebiete                            | Seegrenze der Hoheitsgebiete                                                                              | 54° 36′ 13″ N, 19° 24′ 9″ O      |
| Nowa Karczma (Neukrug), Frische Nehrung, Pommern                                                                                   | [ Anmerkungen 3 ] [ Anmerkungen 4 ] [ 26 ]              | [ Anmerkungen 3 ] [ Anmerkungen 4 ] [ 26 ]              | [ Anmerkungen 3 ] [ Anmerkungen 4 ] [ 26 ]              | Narmeln, „Baltische Nehrung“ (russisch Балтийская коса Baltijskaja Kossa), Stadtkreis Baltijsk (Pillau)   | 54° 27′ 26″ N, 19° 38′ 27″ O     |
| Braniewo (Gerlachsdorf), Powiat Braniewski                                                                                         | 204                                                     | [ Anmerkungen 5 ]                                       | 597                                                     | Mamonowo (russisch Мамоново, früher Heiligenbeil) Stadtkreis Mamonowo                                     | 54° 26′ 12″ N, 19° 52′ 25″ O     |
| Gronowo (Grunau), Powiat Braniewski                                                                                                | D54                                                     | [ Anmerkungen 6 ]                                       | A194                                                    | Mamonowo (russisch Мамоново, früher Heiligenbeil) Stadtkreis Mamonowo                                     | 54° 26′ 3″ N, 19° 53′ 50″ O      |
| Gronowo (Grunau), Powiat Braniewski                                                                                                | Jakobsweg · E11                                         | [ Anmerkungen 7 ]                                       | Jakobsweg                                               | Mamonowo (russisch Мамоново, früher Heiligenbeil) Stadtkreis Mamonowo                                     | 54° 26′ 3″ N, 19° 53′ 50″ O      |
| Grenzstation Grzechotki (Rehfeld), Powiat Braniewski                                                                               | S22 · E28                                               | [ Anmerkungen 8 ] [ Anmerkungen 9 ]                     | P516 · E28                                              | Mamonowo (russisch Мамоново, früher Heiligenbeil) Stadtkreis Mamonowo                                     | 54° 25′ 20″ N, 20° 4′ 8″ O       |
| Jachowo (Hanswalde), Landgemeinde Lelkowo (Lichtenfeld), Powiat Braniewski (Kreis Braunsberg)                                      | [ Anmerkungen 3 ]                                       | [ Anmerkungen 3 ]                                       | [ Anmerkungen 3 ]                                       | Mamonowo (russisch Мамоново, früher Heiligenbeil) Stadtkreis Mamonowo                                     | 54° 25′ 7″ N, 20° 6′ 35″ O       |
| Jarzeń (Arnstein, Tiefensee), Landgemeinde Lelkowo, Powiat Braniewski                                                              | 224                                                     | [ Anmerkungen 10 ]                                      | 224                                                     | Kornewo (russisch Корнево, früher Zinten), Rajon Bagrationowsk, (Kreis Preußisch Eylau)                   | 54° 24′ 17″ N, 20° 16′ 57″ O     |
| Głębock (Tiefensee), Landgemeinde Lelkowo, Powiat Braniewski                                                                       | DW510                                                   | [ Anmerkungen 3 ] [ Anmerkungen 11 ]                    | 510                                                     | Kornewo (russisch Корнево, früher Zinten), Rajon Bagrationowsk, (Kreis Preußisch Eylau)                   | 54° 24′ 15″ N, 20° 17′ 10″ O     |
| Galiny (Gallingen, früher Kreis Preußisch Eylau), Powiat Bartoszycki (Kreis Bartenstein)                                           |                                                         | Verkehrsverbot · Verkehrsverbot                         | 27K-116 →                                               | Bogatowo (russisch Богатово, früher Rositten), Bornehnen, Rajon Bagrationowsk                             | 54° 23′ 27″ N, 20° 25′ 5″ O      |
| Orsy (Orschen), Gmina Górowo Iławeckie, Powiat Bartoszycki                                                                         |                                                         | Verkehrsverbot · Verkehrsverbot                         |                                                         | Bogatowo (russisch Богатово, früher Rositten), Bornehnen, Rajon Bagrationowsk                             | 54° 23′ 11″ N, 20° 27′ 20″ O     |
| Bezledy (Beisleiden), Landgemeinde Bartoszyce, Powiat Bartoszycki (Bartenstein)                                                    | D51                                                     | Personen- und Güterverkehr                              | A195                                                    | Bagrationowsk (russisch Багратионовск, früher Preußisch Eylau)                                            | 54° 22′ 18″ N, 20° 39′ 37″ O     |
| Bezledy (Beisleiden), Landgemeinde Bartoszyce, Powiat Bartoszycki (Bartenstein)                                                    | [ Anmerkungen 12 ]                                      | [ Anmerkungen 12 ]                                      | [ Anmerkungen 12 ]                                      | Bagrationowsk (russisch Багратионовск, früher Preußisch Eylau)                                            | 54° 22′ 18″ N, 20° 41′ 53″ O     |
| Stopki (Stolzenfeld), Stadt- und Landgemeinde Sępopol, Powiat Bartoszycki                                                          | Łyna (Alle, russisch Лава)                              | Łyna (Alle, russisch Лава)                              | Łyna (Alle, russisch Лава)                              | Rjabinino (russisch Рябинино, früher Korwlack), Stadtgemeinde Prawdinsk, Kreis Prawdinsk                  | 54° 21′ 7″ N, 21° 1′ 6″ O        |
| Skandawa (Skandau), Landgemeinde Barciany (Barten), Powiat Kętrzyński (Landkreis Rastenburg)                                       | № 353 № 205                                             | [ Anmerkungen 14 ]                                      |                                                         | Schelesnodoroschny (russisch Железнодорожный früher Gerdauen), Rajon Prawdinsk                            | 54° 20′ 1″ N, 21° 18′ 12″ O      |
| Michałkowo (Langmichels), Landgemeinde Barciany (Barten), Powiat Kętrzyński (Landkreis Rastenburg)                                 | DW591                                                   | Personen- und Güterverkehr                              | ?                                                       | Schelesnodoroschny (russisch Железнодорожный früher Gerdauen), Rajon Prawdinsk                            | 54° 19′ 59″ N, 21° 18′ 19″ O     |
| Kurkławki, (Korklack) Arklitten, Gmina Barciany (Landgemeinde Barten), Powiat Kętrzyński (Kreis Rastenburg)                        | [ Anmerkungen 15 ]                                      | [ Anmerkungen 15 ]                                      | [ Anmerkungen 15 ]                                      | Sori (russisch Зори, ehemals Позегник Posegnick) Dorfwüstung im Rajon Prawdinsk                           | 54° 19′ 48,8″ N, 21° 20′ 35,3″ O |
| Brzeźnica (Birkenfeld), Landgemeinde Drengfurth (polnisch Srokowo), Powiat Kętrzyński (Kreis Rastenburg)                           | Masurischer Kanal                                       | Masurischer Kanal                                       | Masurischer Kanal                                       | Saretschenskoje (russisch Зареченское, früher Groß Sobrost), Rajon Prawdinsk (russisch Правдинский район) | 54° 19′ 17″ N, 21° 28′ 34″ O     |
| Reuschenfeld (polnisch Ruskie Pole) bzw. Perlswalde (polnisch Perły), Powiat Węgorzewski (Kreis Angerburg)                         | DR 137d                                                 | [ Anmerkungen 17 ]                                      | DR 137d                                                 | Krylowo (russisch Крылово, früher Nordenburg), Rajon Prawdinsk (russisch Правдинский район, Friedland)    | 54° 19′ 37″ N, 21° 37′ 7″ O      |
| Reuschenfeld (polnisch Ruskie Pole) bzw. Perlswalde (polnisch Perły), Powiat Węgorzewski (Kreis Angerburg)                         | ←                                                       | [ Anmerkungen 18 ] [ Anmerkungen 19 ]                   | A186 27K-161 →                                          | Krylowo (russisch Крылово, früher Nordenburg), Rajon Prawdinsk (russisch Правдинский район, Friedland)    | 54° 19′ 53″ N, 21° 49′ 34″ O     |
| Ołownik (Launingken, 1938–1945 Sanden), Landgemeinde Budry (Buddern), Powiat Węgorzewski (Kreis Angerburg)                         | DR 119e (1940) 137d (1944)                              | [ Anmerkungen 20 ]                                      | DR 119e (1940) 137d (1944)                              | Bahnhof Beinuhnen Otradnoje, Rajon Osjorsk (Kreis Angerapp, russisch Озёрский район)                      | 54° 19′ 53″ N, 21° 50′ 8″ O      |
| Zabrost Wielki (Groß Sobrost), Landgemeinde Budry, Powiat Węgorzewski                                                              |                                                         | Verkehrsverbot · Verkehrsverbot                         |                                                         | Osjorsk (Angerapp), Rajon Osjorsk                                                                         | 54° 20′ 1″ N, 21° 55′ 42″ O      |
| Mieduniszki Małe (Klein Medunischken, 1938–1945 Medunen), Landgemeinde Banie Mazurskie (Benkheim), Powiat Gołdapski (Kreis Goldap) | Angrapa (Angerapp, polnisch Węgorapa, russisch Анграпа) | Angrapa (Angerapp, polnisch Węgorapa, russisch Анграпа) | Angrapa (Angerapp, polnisch Węgorapa, russisch Анграпа) | Ramberg, Rajon Osjorsk                                                                                    | 54° 19′ 59,5″ N, 21° 58′ 31,7″ O |
| Gołdap (Goldap), Powiat Gołdapski                                                                                                  | D65                                                     | Personen- und Güterverkehr                              | 27A-011                                                 | Gussew (russisch Гусев, früher Gumbinnen), Stadtkreis Gussew                                              | 54° 20′ 28″ N, 22° 17′ 53″ O     |
| Gołdap (Goldap), Powiat Gołdapski                                                                                                  | E11                                                     | Wanderweg                                               | kein Wanderweg                                          | Gussew (russisch Гусев, früher Gumbinnen), Stadtkreis Gussew                                              | 54° 20′ 28″ N, 22° 17′ 53″ O     |
| Gołdap (Goldap), Powiat Gołdapski                                                                                                  | [ Anmerkungen 22 ]                                      | [ Anmerkungen 22 ]                                      | [ Anmerkungen 22 ]                                      | Schelesnodoroschnoje (russisch Железнодорожное, Karczarningken, 1929–1945 Blumenfeld)                     | 54° 20′ 27″ N, 22° 18′ 43″ O     |
| Gołdap (Goldap), Powiat Gołdapski                                                                                                  | Gołdap (Goldap, russisch Озеро Красное)                 | Gołdap (Goldap, russisch Озеро Красное)                 | Gołdap (Goldap, russisch Озеро Красное)                 | Schuiken (Spechtsboden, russisch Прохладное Prochladnoje),                                                | 54° 20′ 30″ N, 22° 19′ 10″ O     |
| Żytkiejmy (dt. bis 1936 Szittkehmen, 1936–1938 Schittkehmen, 1938–1945 Wehrkirchen), Powiat Gołdapski                              | [ Anmerkungen 24 ]                                      | [ Anmerkungen 24 ]                                      | [ Anmerkungen 24 ]                                      | Budweitschen, (Kirchspiel Szittkehmen)                                                                    | 54° 20′ 27″ N, 22° 18′ 43″ O     |
| Dreiländereck Polen - Litauen - Russland                                                                                           | Dreiländereck Polen - Litauen - Russland                | Dreiländereck Polen - Litauen - Russland                | Dreiländereck Polen - Litauen - Russland                | Dreiländereck Polen - Litauen - Russland                                                                  | 54° 21′ 48″ N, 22° 47′ 31″ O     |

### Galerie

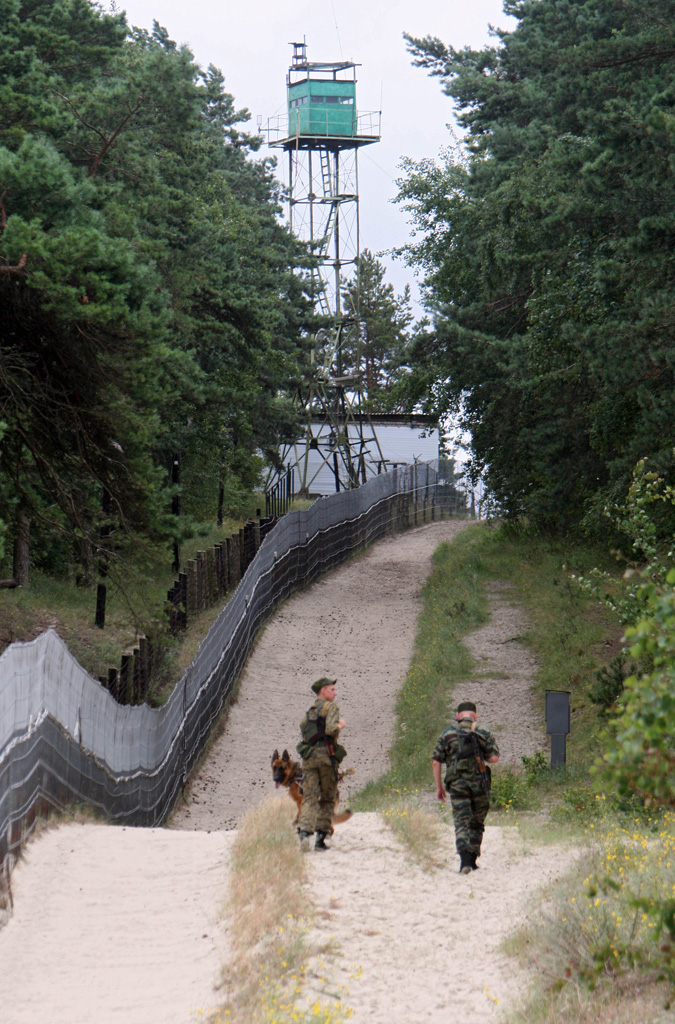
Russische Grenzschutzbeamten auf der Nehrung. Der Grenzaußenposten „Normeln“ ist Russlands westlichster Außenposten
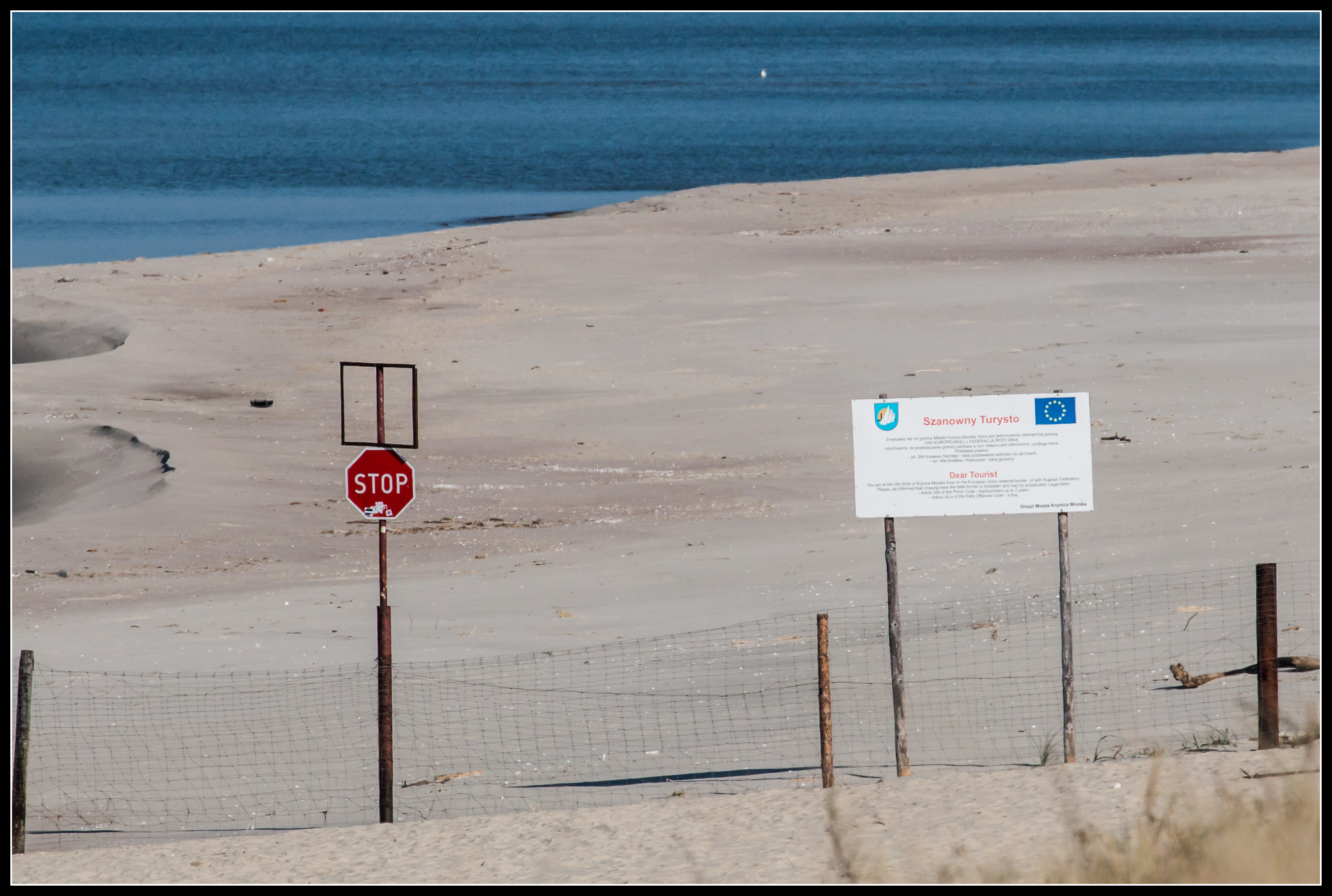
Ostseestrand an der polnisch-russischen Grenze
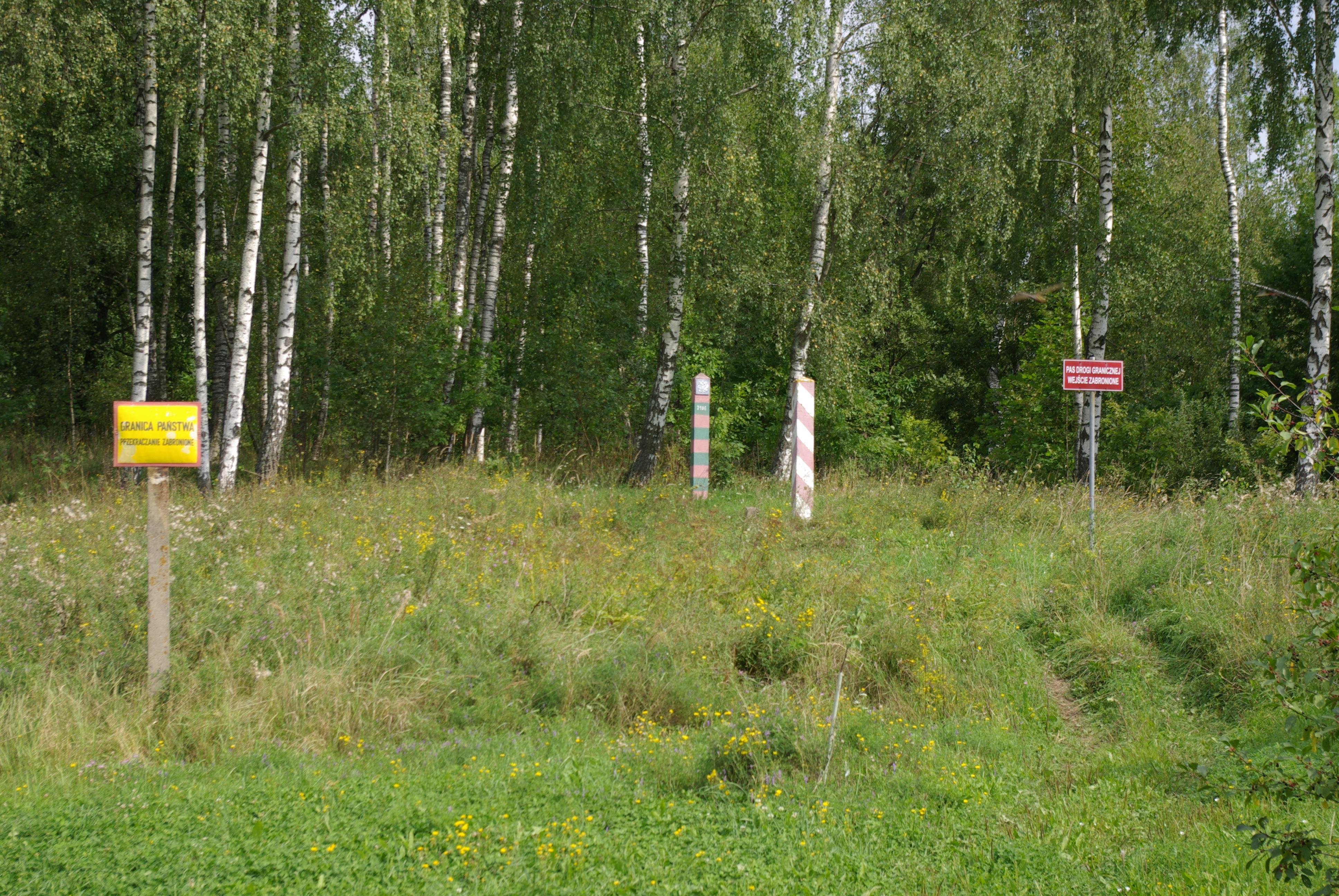
Markierungen und Warnschilder an der polnischen Seite der Grenze
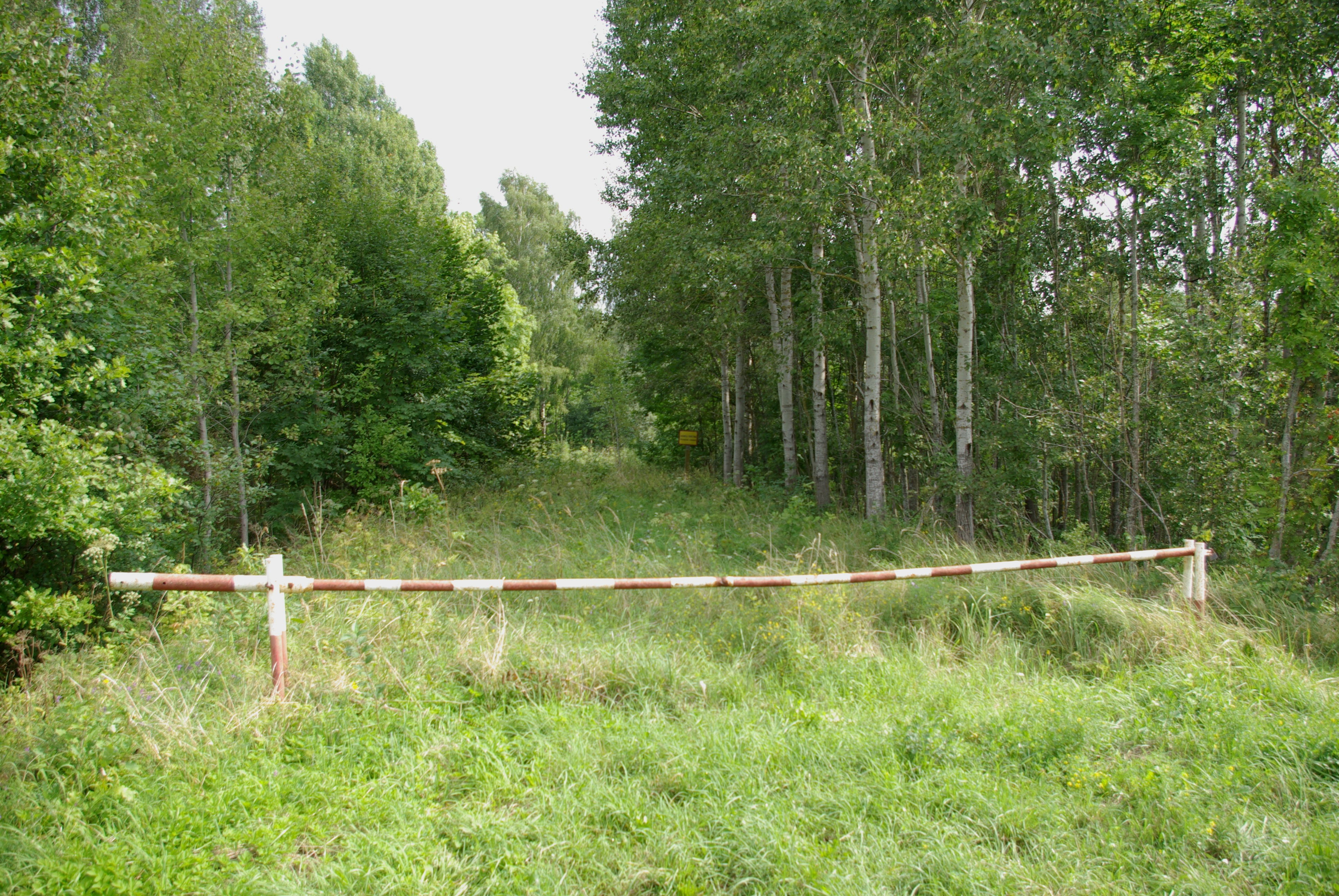
Durch die polnisch-russische Grenze unterbrochene ehemalige Straße zwischen Rapa (Angerapp) im polnischen Powiat Gołdapski und Osjorsk (Darkehmen) in der russischen Oblast Kaliningrad, 2010
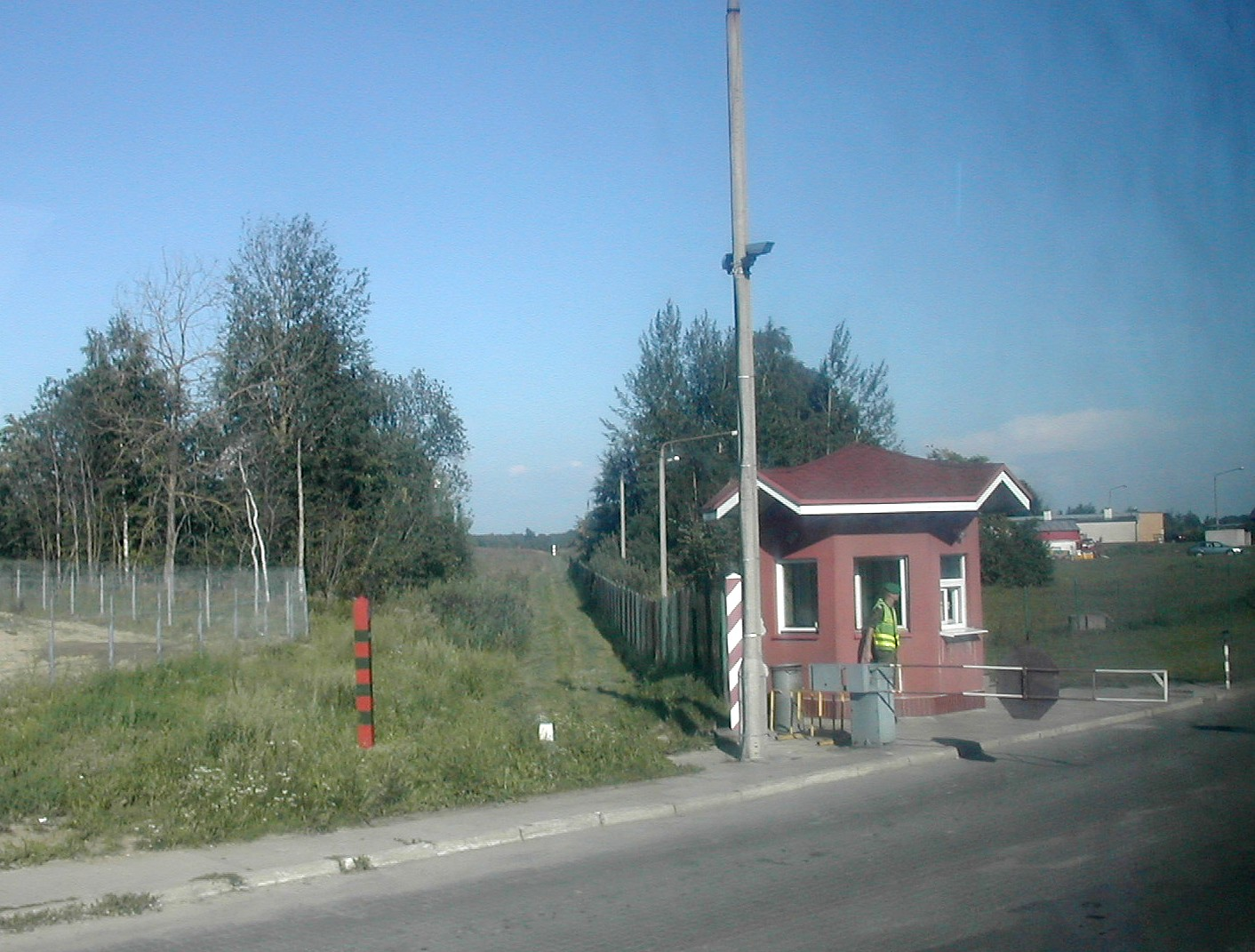
Polnisch-russische Grenze beim Übergang von Bezledy nach Bagrationovsk (Oblast Kaliningrad), polnischer Grenzschutzbeamter rechts
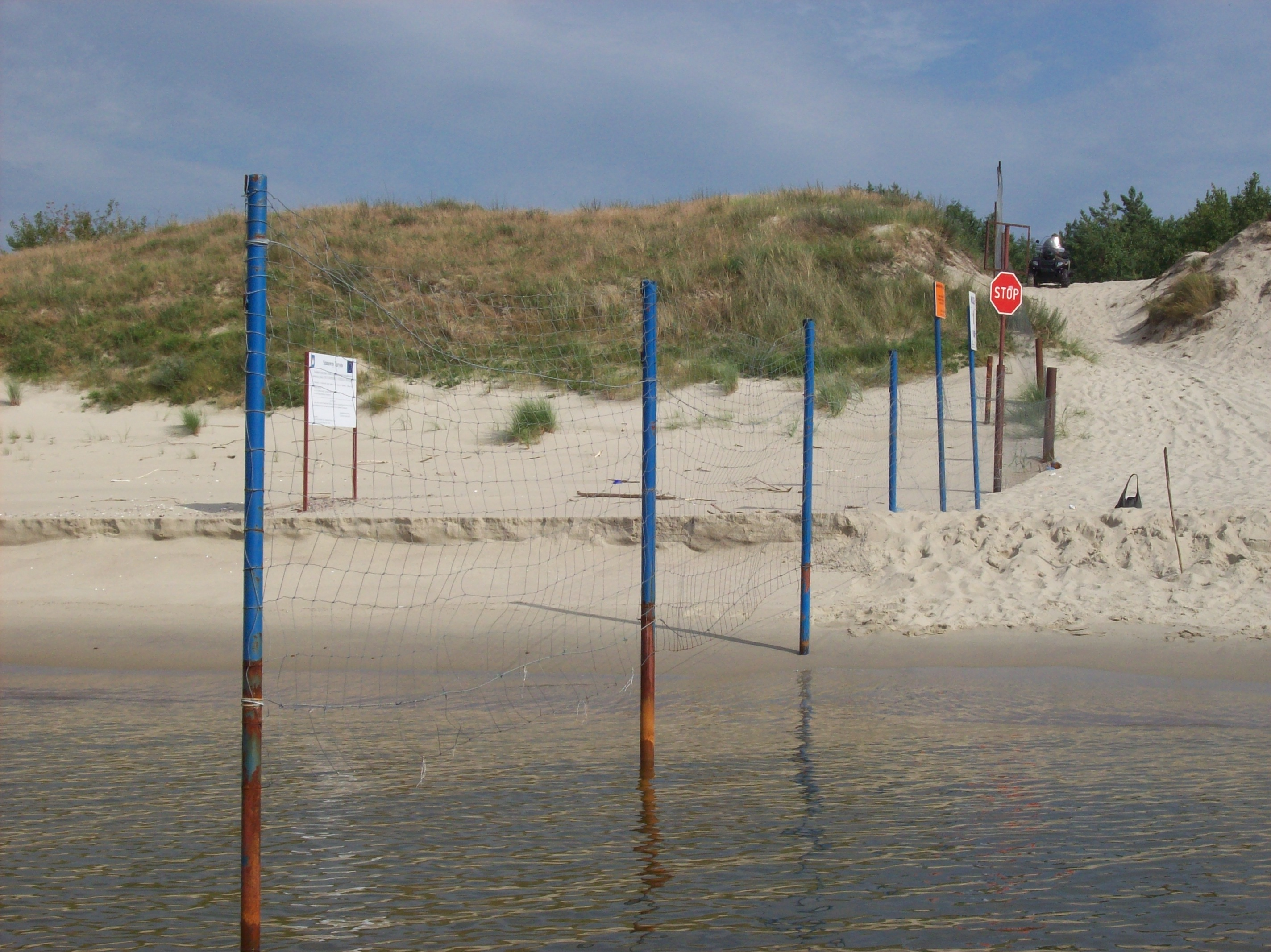
Abgezäunter Ostseestrand an der polnisch-russischen Grenze
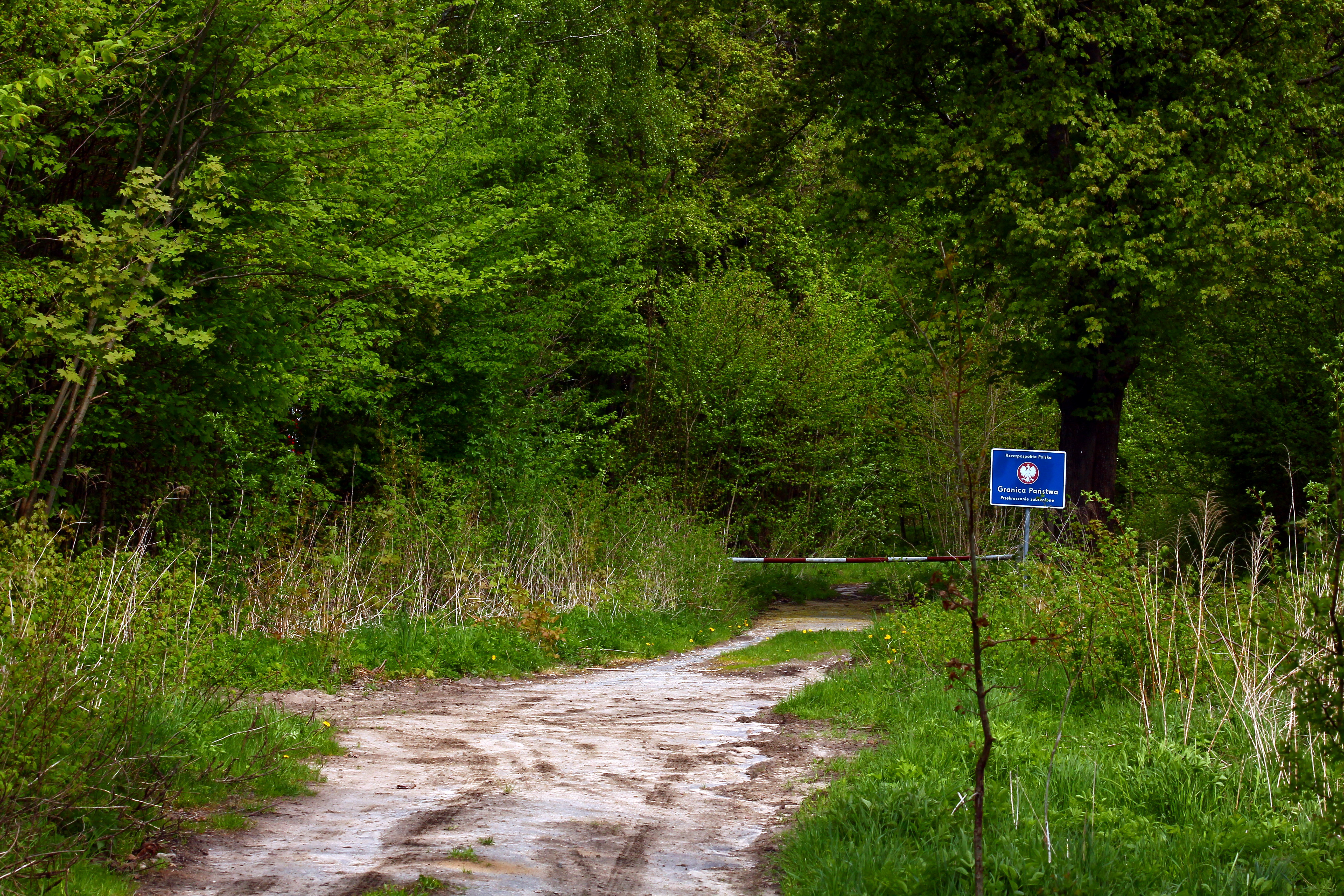
Die Grenze zwischen Polen und Königsberg (Russland)
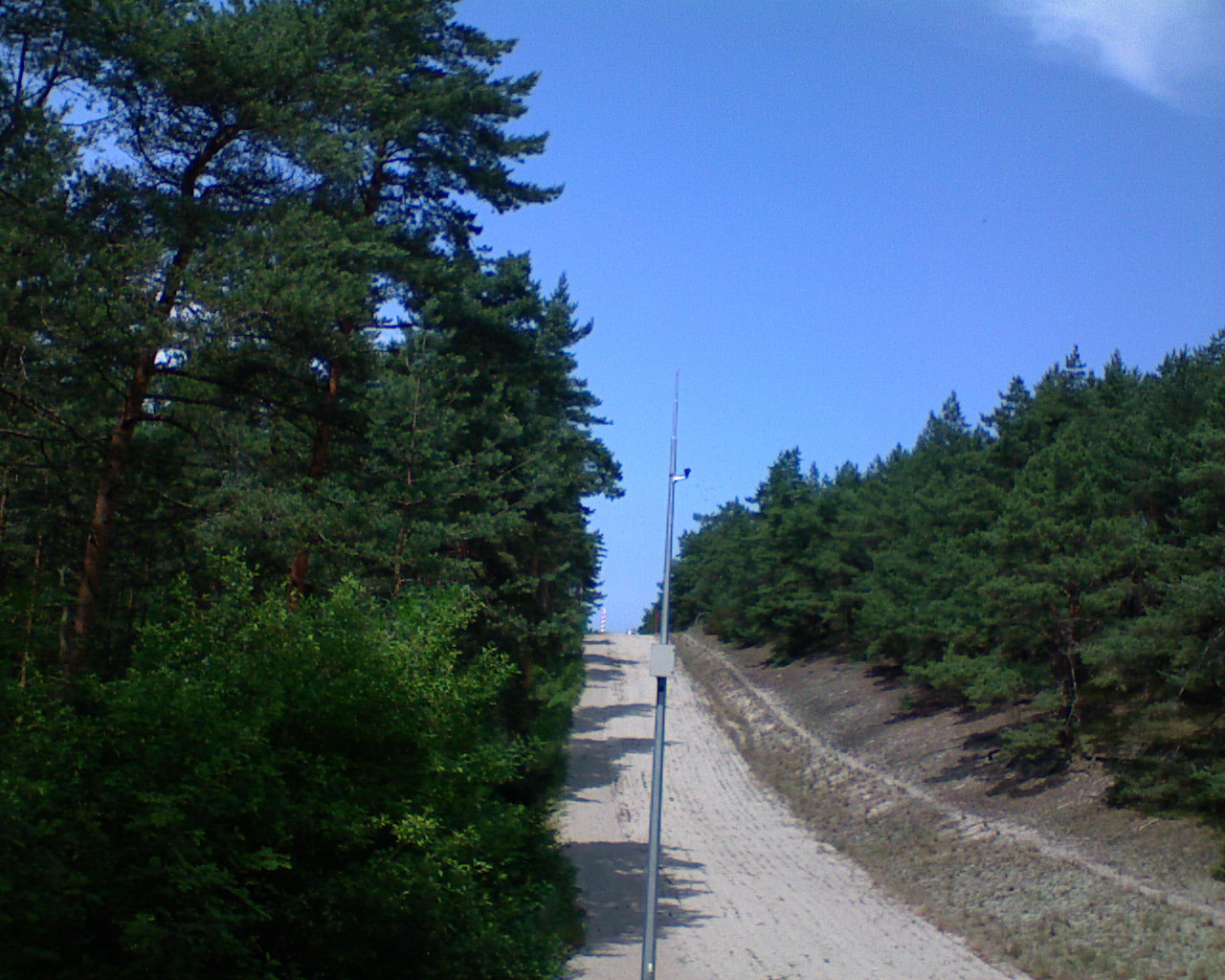
Der Grenzstreifen in Piaski, einem Stadtteil von Krynica Morska
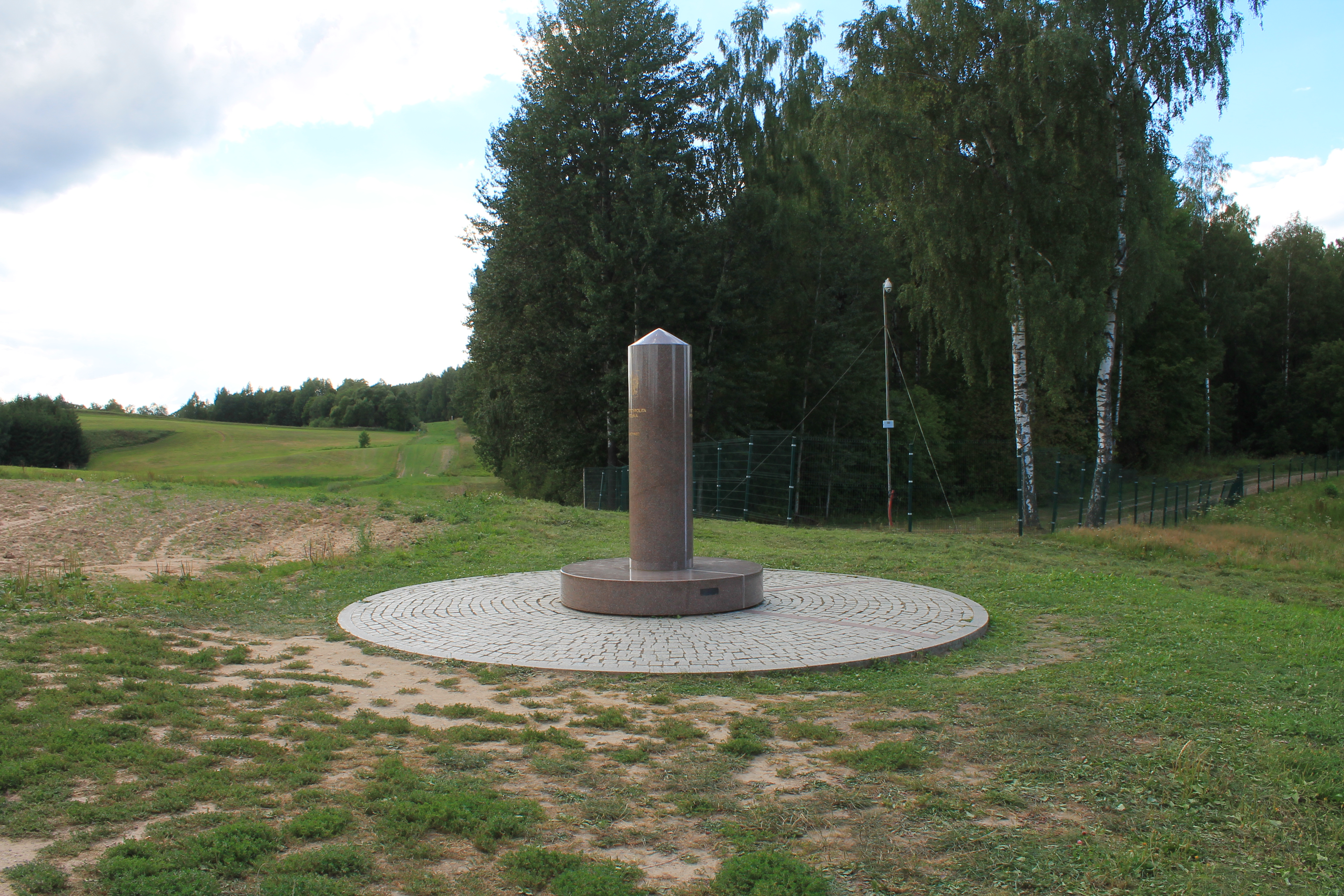
Dreiländereck Litauen – Polen – Russland